# Michail Puntov
Michail Aleksandrovitj Puntov (ryska: Михаил Александрович Пунтов), född 23 december 1995 i Krasnyj Sulin i Rostov oblast i Ryssland, är en rysk sångare och medlem i gruppen Geroj med romskt påbrå.

## Biografi
Puntov föddes i december 1995 i staden Krasnyj Sulin som ligger i Rostov oblast i västra Ryssland. Senare flyttade familjen till byn Nizjnij Mamon i Voronezj oblast.

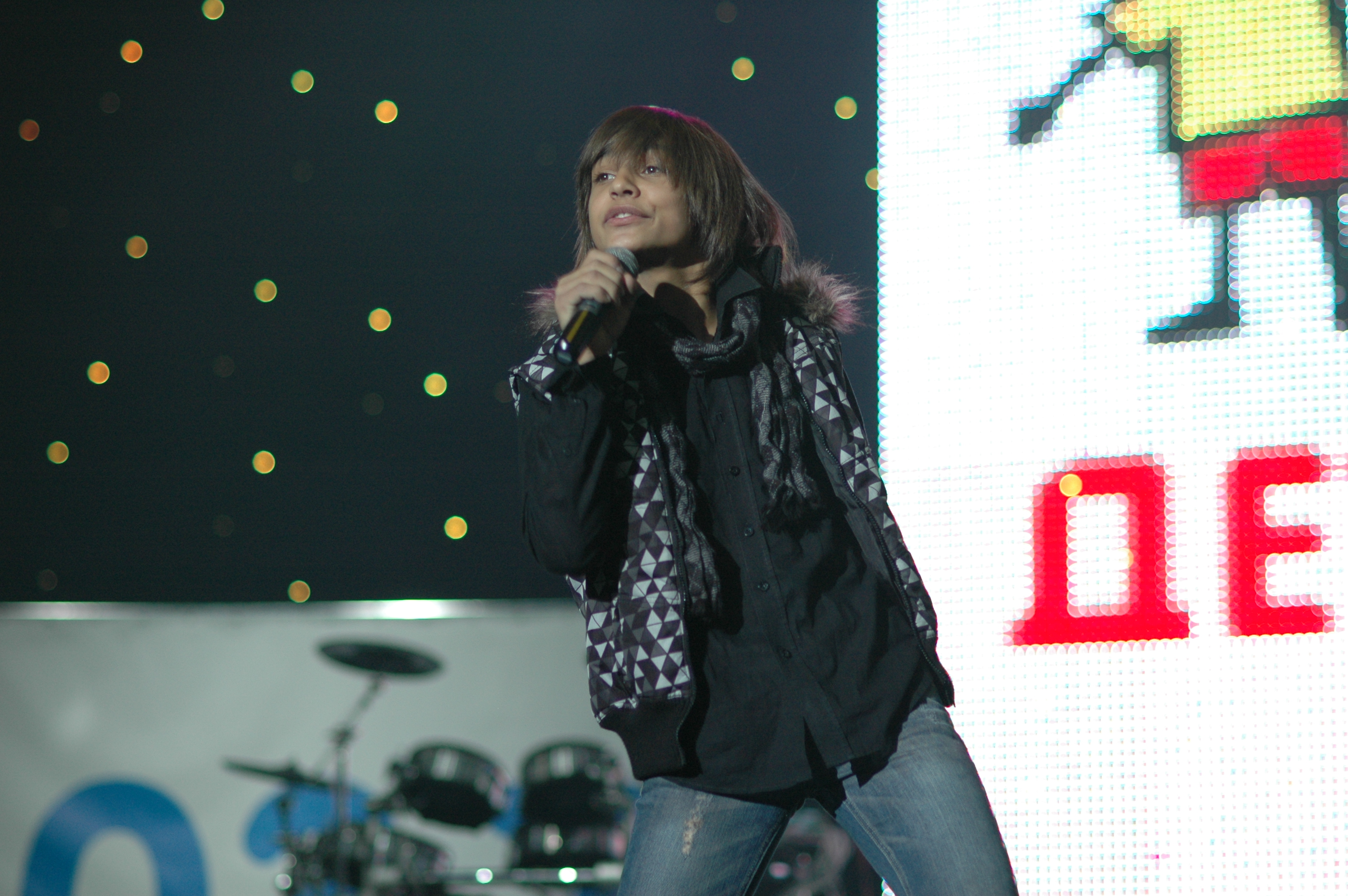
Michail Puntov år 2010.

År 2008 valdes Puntov att representera Ryssland i Junior Eurovision Song Contest 2008 med låten "Spit angel" med vilken han slutade på sjunde plats. Dessförinnan hade han deltagit i musikfestivalen för barn, Zvezdnyj sjans. 
Innan han ställde upp i Junior Eurovision var Puntov en del av gruppen Volsjebinki dvora dit han kommit genom gruppens manager Vitalij Ososjnik. I början av december 2010 meddelade man att Puntov gått med i gruppen Geroj som bestod av fyra medlemmar, varav en var Puntov.
Den 31 januari 2011 släppte gruppen sin debutvideo till låten "Moje malenkoje glupoje sepdtse" som regisserats av Sergej Tkatjenko och med musik av Vitalij Ososjnik. 29 maj 2011 var Puntov tillsammans med Vlad Krutskich (båda medlemmar i Geroj) en del av den sista kvalomgången till Junior Eurovision Song Contest där de framförde låten "Nebo".
I september 2011 släppte Geroj videon till låten "Ljubov — eto chimija". Deras tredje låt kom i februari 2012, "Kilometry".